# Krupá (district de Rakovník)
Pour les articles homonymes, voir Krupá.
Krupá (en allemand : Graupen) est une commune du district de Rakovník, dans la région de Bohême-Centrale, en Tchéquie. Sa population s'élevait à 442 habitants en 2020.

## Géographie
Krupá se trouve à 8 km au nord de Rakovník et à 52 km à l'ouest-nord-ouest de Prague.
La commune est limitée par Mutějovice à l'ouest et au nord-ouest, par Hředle au nord et à l'est, par Krušovice à l'est, par Lišany au sud, par Chrášťany au sud-ouest et par Nesuchyně à l'ouest.

## Histoire
La première mention écrite de la localité date de 1353.